# Ein Fall für zwei: Nervenkrieg
Nervenkrieg ist der Titel der zwölften Episode der Krimiserie Ein Fall für zwei mit Günter Strack und Claus Theo Gärtner in den Hauptrollen.

## Handlung
Der verängstigte Nachtclubbesitzer Eduard Seifert sucht Dr. Renz auf, da er befürchtet, ermordet zu werden. Im Verdacht, dies zu beabsichtigen, hat er seine Ehefrau Lisbeth Seifert sowie seinen Schwiegersohn Otto Cassner.
Am Abend trifft Seifert vor der Spielbank Bad Homburg auf Josef Matula, als plötzlich Schüsse fallen. Seifert verletzt sich leicht bei einem Fluchtversuch und kommt daraufhin ins Krankenhaus. Seine Frau und sein Schwiegersohn versuchen, den behandelnden Arzt davon zu überzeugen, Seifert in eine Nervenklinik einzuweisen. Als dieser bei deren Besuch am Krankenbett panisch reagiert, bekräftigt dies deren Argumentation, woraufhin der Arzt eine offizielle Meldung des Falles an das Gesundheitsamt erwägt.
Da keine Kugeln gefunden wurden, vermutet Matula, dass lediglich Platzpatronen eingesetzt worden waren. Renz ist davon überzeugt, dass sich Seiferts Zustand normalisieren werde, sobald seine Angst nachlässt. Er begleitet dessen Frau nach Hause, um weitere Erkundigungen einzuholen. Kommissar Ernst Röder berichtet Renz anschließend, dass er bereits mehrfach wegen verschiedener Delikte gegen Otto Cassner ermittelt habe, dieser jedoch stets passende Alibis vorweisen konnte. Er empfiehlt Renz, sich nach potentiellen Mitwissern oder Auftragnehmern zu erkundigen um nachzuweisen, dass gegenüber Seifert tatsächlich eine Bedrohung existiert.
Im Krankenhaus wird Eduard Seifert vom Amtsarzt medikamentös ruhiggestellt und in eine Nervenklinik gebracht. Otto Cassner trifft kurz darauf ein und ist darüber bereits im Bilde. Als Seifert zur Gerichtsverhandlung abgeholt werden soll, wird er von zwei angeblichen Pflegern mit einer Waffe bedroht. Matula und ein weiterer Patient können die Situation knapp entschärfen. Die von der Polizei verhafteten Täter sagen aus, dass Otto Cassner ihr Auftraggeber sei, was Dr. Renz umgehend dem Untersuchungsrichter mitteilt. Daraufhin wird Cassner verhaftet.
Dr. Renz und Matula erfahren von einem japanischen Detektiv, dass Otto Cassner und Eduard Seifert gemeinsam vor einiger Zeit geheime Dokumente gestohlen haben. Umgehend suchen die beiden Eduard Seifert zu Hause auf. Es stellt sich heraus, dass seine Frau hinter den Anschlägen steckt, da sie ein Interesse daran hatte, sowohl ihren Mann als auch Otto Cassner hinter Gittern zu sehen. Seifert erklärt schließlich an, dass sie dies inzwischen zugegeben und er sie daraufhin in Notwehr getötet habe.

## Hintergrund
Die Episode wurde überwiegend im Rhein-Main-Gebiet gedreht. Zu Beginn der Folge erscheint Eduard Seifert im Bereich des Bahnhofs Hauptwache. Im Bildhintergrund sind das gleichnamige Gebäude sowie die Katharinenkirche zu sehen. Er setzt seinen Weg im westlichen Teil der Zeil fort. Die Kulisse der Kanzlei von Dr. Renz befand sich im Hotel InterContinental Frankfurt. Eine spätere Szene wurde vor der Spielbank Bad Homburg gedreht. Als angeblicher Ort der Anhörung wird das Landgericht Frankfurt am Main gezeigt.

Drehorte (Auswahl)
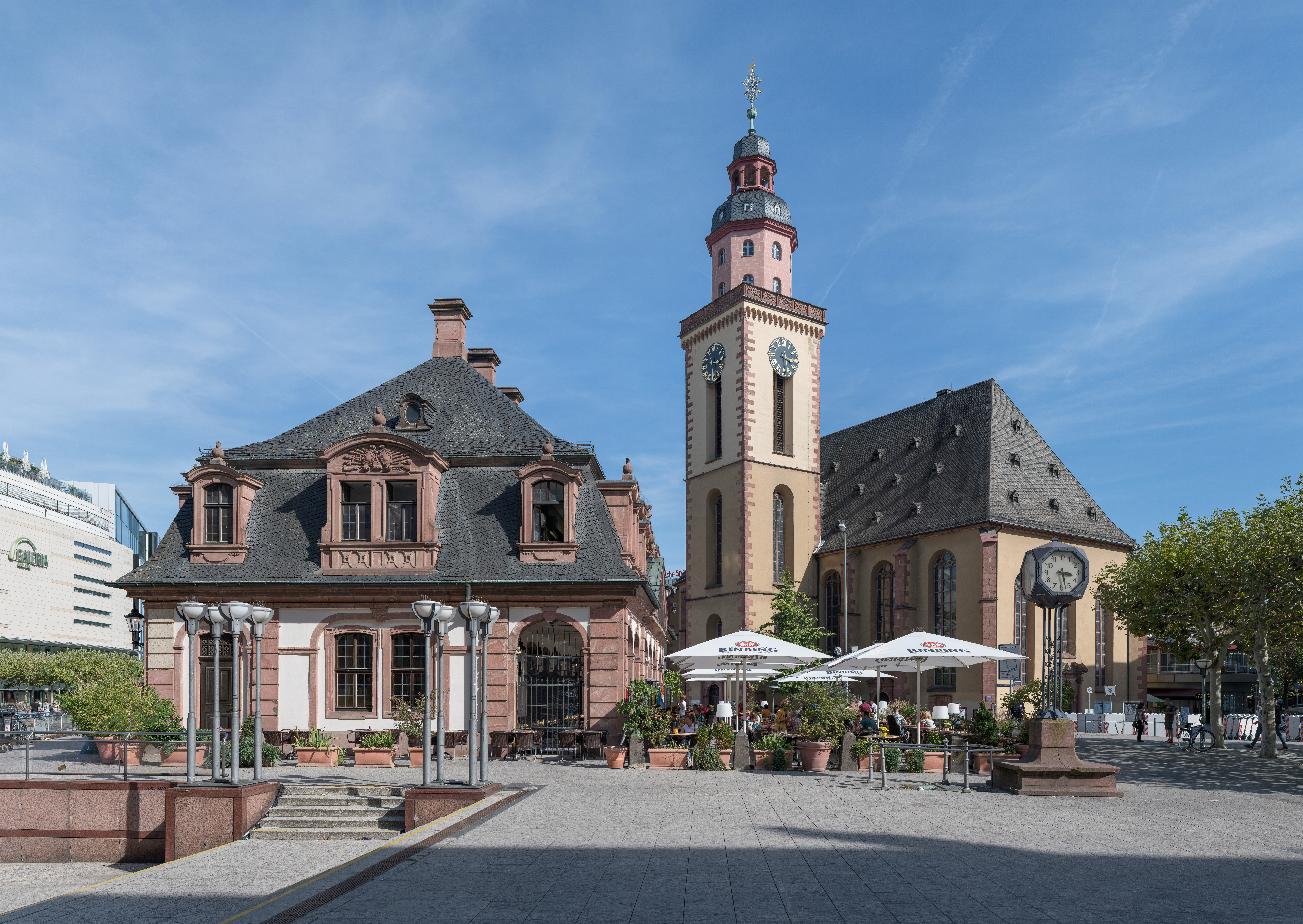
Hauptwache und Katharinenkirche
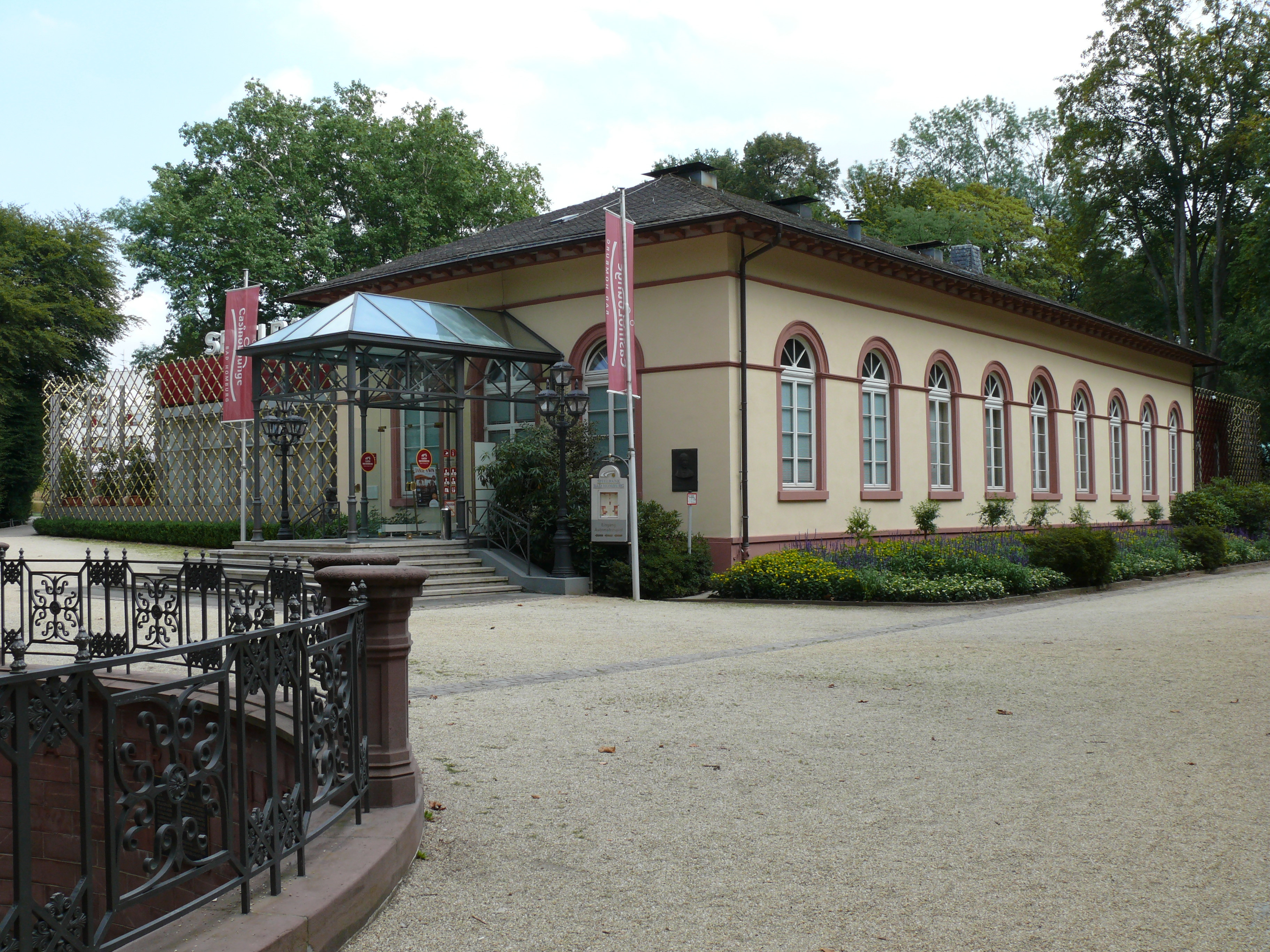
Spielbank Bad Homburg
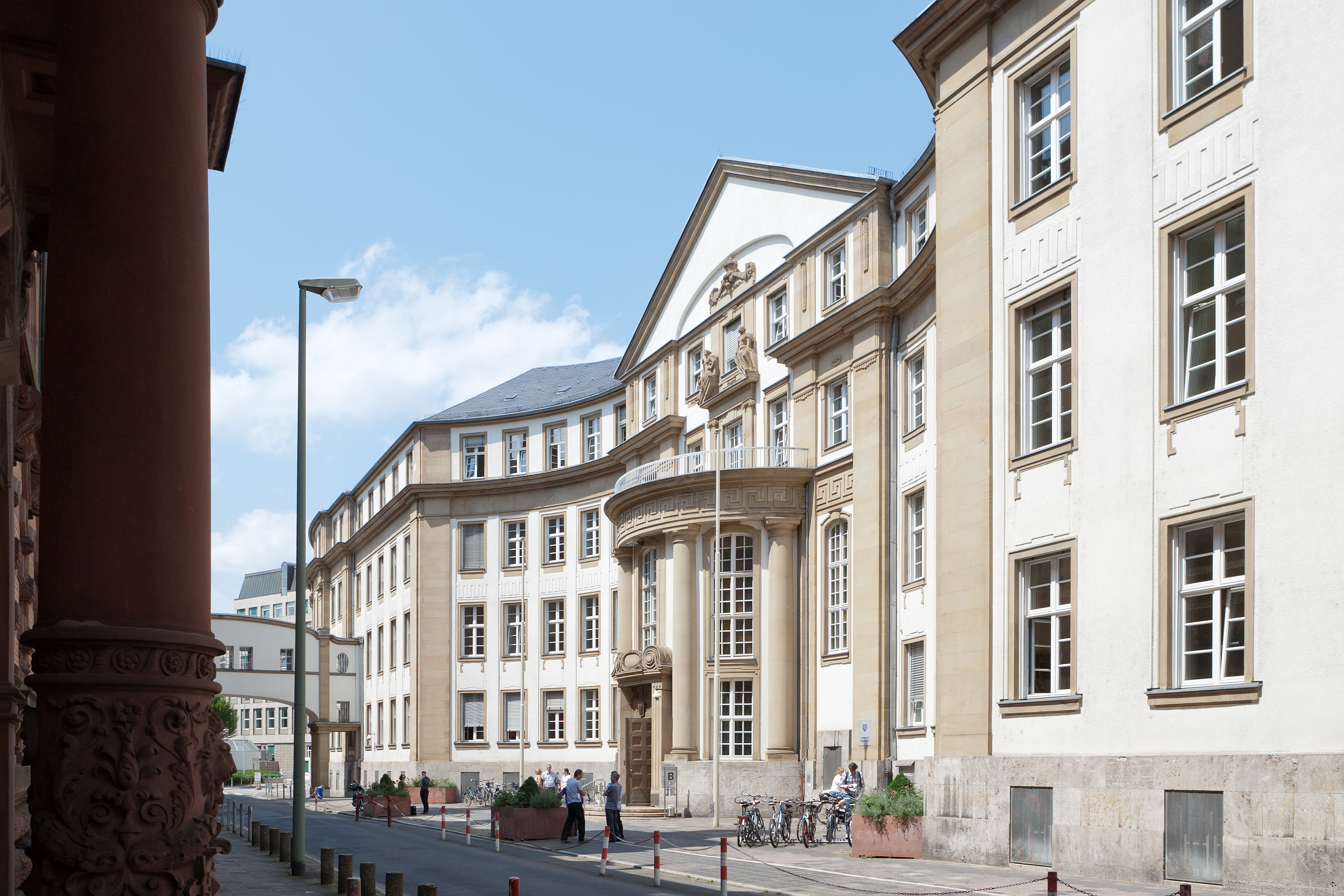
Landgericht Frankfurt am Main

Im Abspanntext ist der Name des Darstellers Ulrich Matschoss fehlerhaft als Ulrich Matschosz angegeben.